# デジタルピッキングシステム

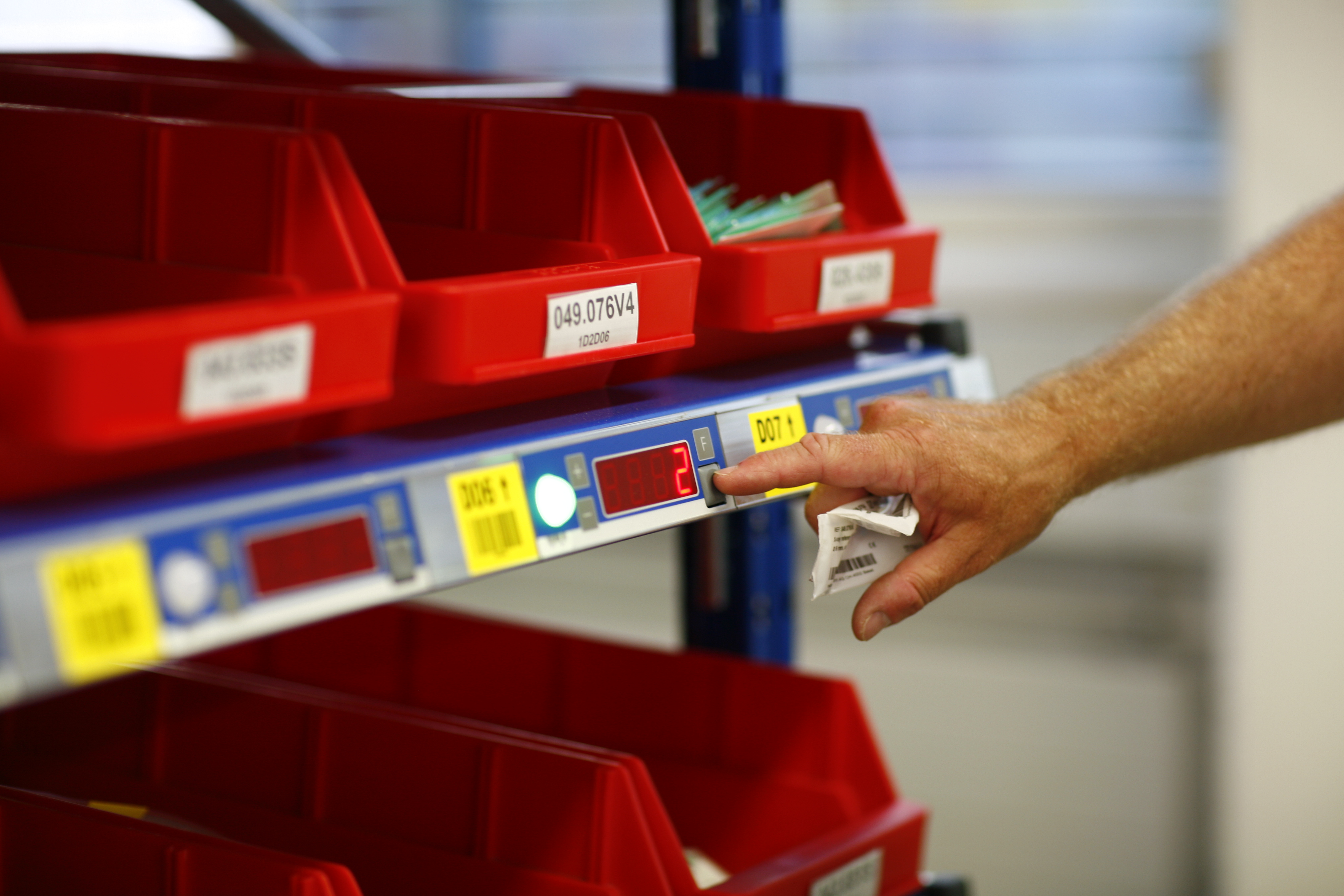
ピックバイライトコンパートメントディスプレイ

デジタルピッキングシステム（Digital Picking System:DPS、米：Pick to Light、独：Dynamic Picking System）とは、デジタル表示器を使用したピッキングシステムで、物流における出荷作業を支援するシステムのひとつ。デジタルピッキングシステムは和製英語。
「ペーパーレス」のピッキングプロセス例にPick-by-Lightと呼ばれるシステムがある。これはピッキングまたはピッキングリストの代わりに、ピッキングされるアイテムおよびピッキングされる数量が、ピッキングコンパートメントに直接配置されたコンパートメントディスプレイを介してオーダーピッカーに送信される。
関連会社　㈱アイオイ・システム
従来型機械式デジタルピッキングシステムに加えて、スマートグラス（SG）等の情報端末を利用した『ARデジタルピッキングシステム』や、重さで在庫管理することで、個体だけでなく液体・粉体のピッキングもできる『重量計を利用したピッキングシステム』も登場している。

## 概要
デジタルピッキングシステムは、棚などに取り付けられたデジタル表示器が点灯したエリアへ移動したのち、表示器の指示に従って商品を取り出していく。
従来のリストピッキングシステムでは作業員の能力に、作業効率が依存したが、デジタルピッキングシステムは、商品に関する知識がない作業員でも、素早く正確にピッキング作業を行うことができるため、生産性の向上が見込める。
ARデジタルピッキングでは、スマートグラス上のAR表示に従ってピッキングを行う。
①棚・対象物位置を表現するマップのAR表示
②棚・対象物に貼付した画像識別シール（カラーコード、QRコード、バーコード等）上への名称・数量などのAR表示
などに対応しているため、必要な情報をARで目視しながらハンズフリーで作業できる。

## 背景
物流業務の中で、もっとも重要とされる出荷作業であるが、中でも消費者ニーズの変化に伴い複雑化するピッキング作業において、従来のピッキングシステムでは、顧客の「欲しいときに欲しい量だけ」という要求を満足させながら利益を出すことが難しくなってきた。そこで、正確さを保持しながら、作業スピードを向上させつつ、作業員の能力に左右されずに一定の効率化アップを図る目的として、デジタル表示器を用いたデジタルピッキングが誕生した。

## 日本における歴史
デジタルピッキングシステムのもととなるピックトゥライトは、1977年、米国で流通業者向けの軽量コンベアシステムを製造・販売していたラピスタン社が開発した。
1960年に同社と技術提携を結んでいたトーヨーカネツ（株）が、1981年に日本初のデジタルピッキングシステムを開発し、サンリオ、埼玉市民生協に納品。特に生協の共同購入事業において大きな成果を見せ、同社は現在でも生協業界において、高いシェア率を誇っている。
1988年にタカハタ電子（山形県米沢市）が世界初となる「5釦式デジタルピッキングガイドシステム」の商品化に成功。
2010年にはアイオイ・システム（東京都大田区）が物流のペーパーレス化を目指し、メモリー内蔵の表示画面付き小型ディスプレイ「スマートタグ」を製品化。
2021年、フリック（東京都府中市）がスマートグラスを活用したピッキングシステムサービスを提供開始。

## Put-to-Light

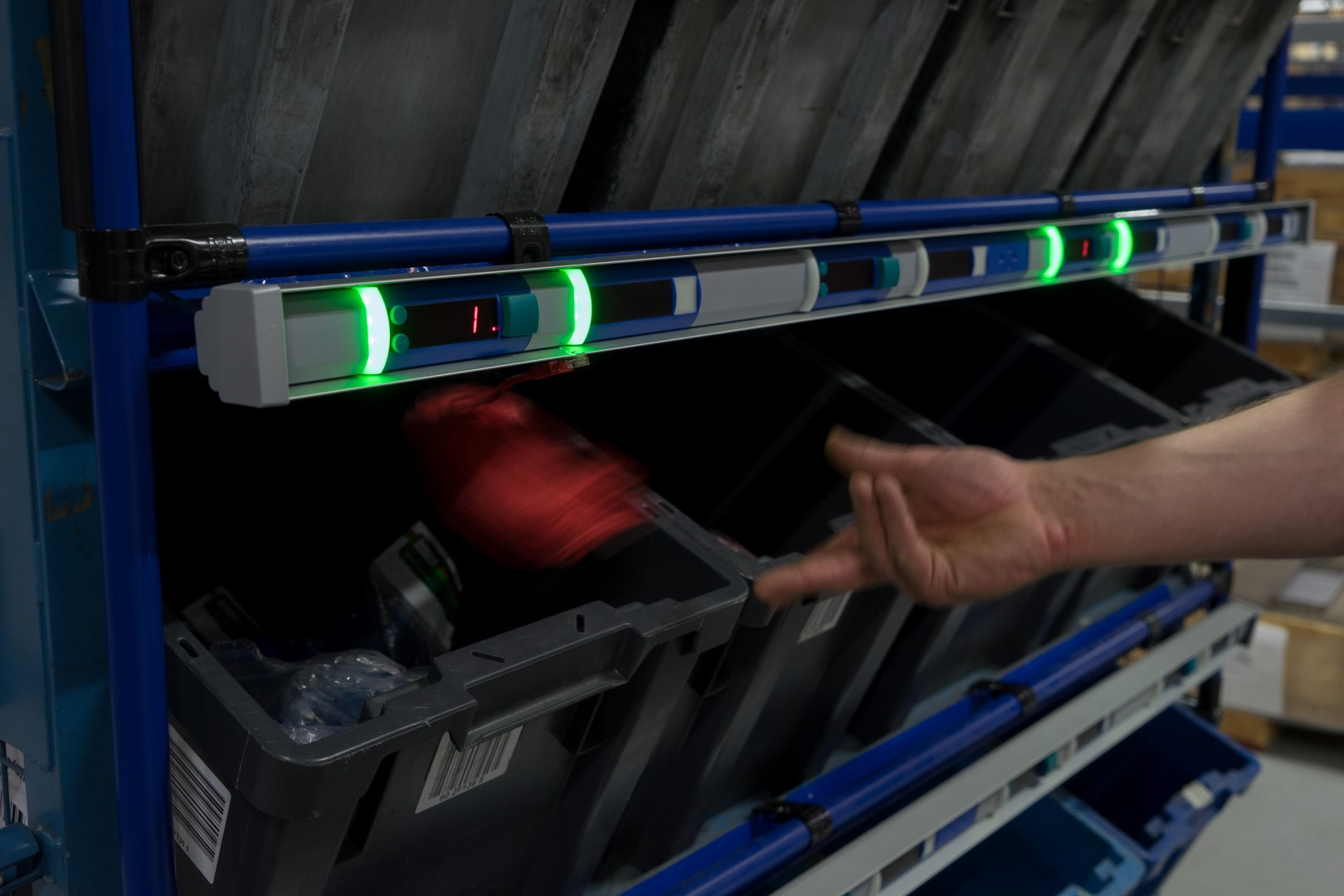
Put-to-Light-ライトリングはスロットコンパートメントを示します

## モバイル注文ピッキングシステム

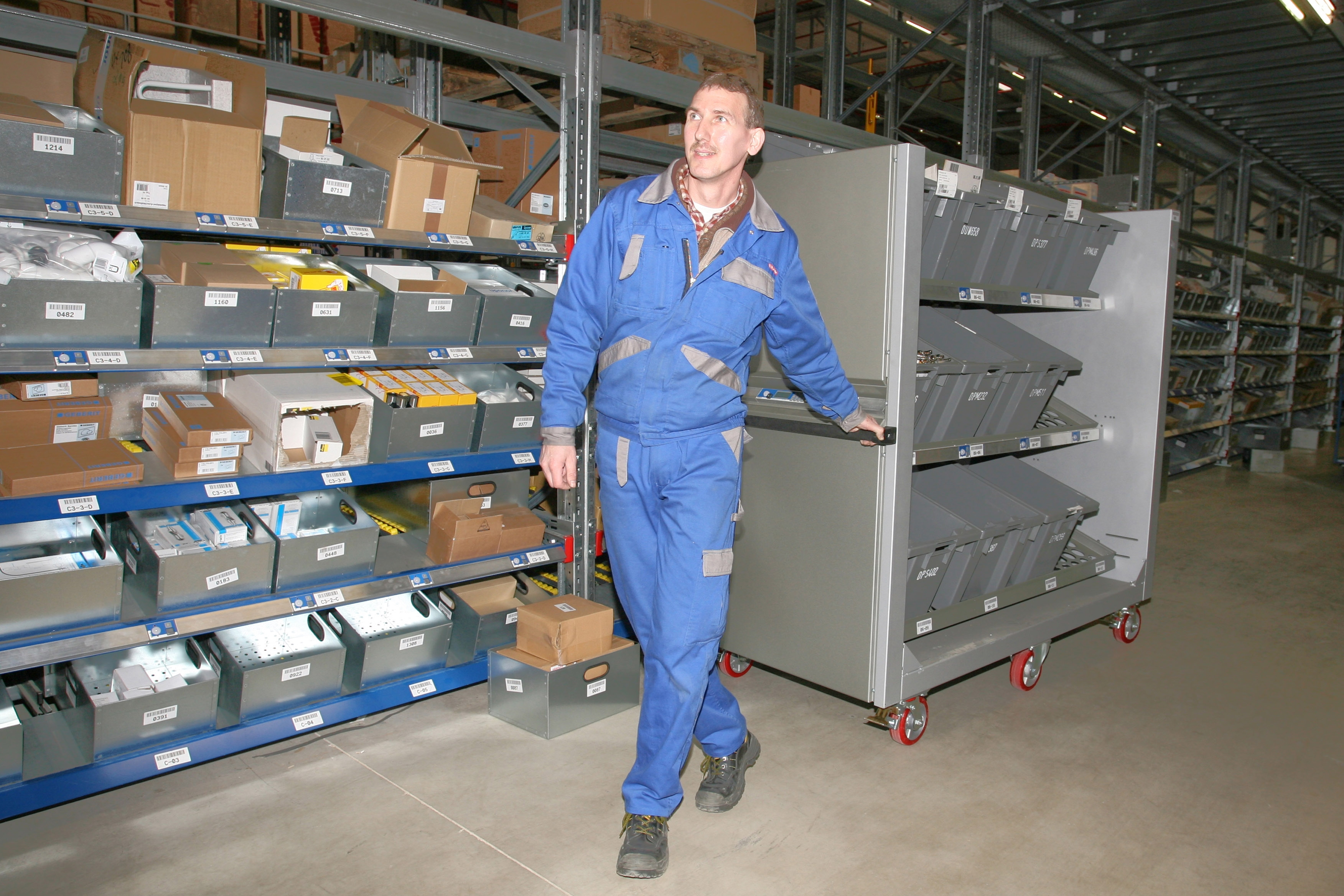
Pick-by-Light注文ピッキング車両

## 主なメーカー
- アイオイ・システム
- 積水樹脂キャップアイシステム
- タカハタ電子